# Wolfgang Graeser
Wolfgang Graeser (* 7. September 1906 in Zürich; † 13. Juni 1928 in Berlin) war ein schweizerisch-deutscher Geiger, Musikforscher und Mathematiker.
Wolfgang Graeser wurde seinerzeit als eine europäische Größe der Musikanalyse betrachtet. Die von ihm begonnene Suche nach der Symmetrie der Kunst der Fuge von Johann Sebastian Bach dauert über seinen Tod hinaus bis heute an.

## Herkunft
Die Eltern von Wolfgang Graeser waren Carl Graeser, der von 1894 bis 1917 Leiter des Deutsch-Schweizerischen Hospitals in Neapel war, und Lily Graeser geb. Obenaus, die als Deutsche in Neapel geboren war und am Konservatorium Leipzig Violine studierte. Darüber hinaus hatte Wolfgang einen Bruder namens Hans Graeser.

Die Mutter, Lily Graeser, gab zwar nach ihrer Heirat ihre künstlerische Laufbahn auf, förderte aber den jungen Wolfgang in musischen Dingen. Dadurch hatte er schon sehr früh einen Bezug zur Musik.

## Jugend und Studium
Mit zehn Jahren erlernte Wolfgang Graeser das Geigenspiel. 1917 besuchte er die Deutsch-Schweizerische Schule in Neapel und 1921 das Theresien-Gymnasium München. In Berlin erhielt er dann 1923 als 17-Jähriger sein Abitur und begann dort sein Studium in den Faechern  Musik, Mathematik, Physik und orientalische Sprachen (Chinesisch, Sanskrit, Persisch, Arabisch).

## Wolfgang Graeser und die Kunst der Fuge
Durch einen Zufall begegnete Wolfgang Graeser die Kunst der Fuge in einem Antiquariat (wahrscheinlich 1922–1923). Sie sollte ihn bis zu seinem Lebensende nicht mehr loslassen. Wolfgang Graeser arbeitete wahrscheinlich schon seit dem Besuch der Schule in Berlin an einer Orchesterfassung der Kunst der Fuge. Die Neue Bachgesellschaft veröffentlichte diese Fassung in ihrem Bach-Jahrbuch 1924. Im Jahr 1927 wurde dann seine Kunst der Fuge von Karl Straube in der Leipziger Thomaskirche uraufgeführt. Wolfgang Graeser war damit auf den Gipfel seiner Berühmtheit gelangt.
Im Juni 1928 beging er in Berlin Suizid.

## Werke
- Bach, Johann Sebastian: [BWV 1080] Die Kunst der Fuge. Nach der Neuordnung von Wolfgang Graeser für zwei Klaviere gesetzt von Erich Schwebsch. [2. Ausgabe], Wolfenbüttel, Möseler 1950.